# Belén López
Gloria de Belén López (Sevilla, 28 de marzo de 1970) más conocida como Belén López, es una actriz española, conocida por series como Pelotas, en la que interpretaba a Bea, la periodista Maite Valcarcel en Motivos Personales, Luna, el misterio de Calenda, en el papel de Carola Morales, Amar es para siempre, como Elena Padilla y Mar de plástico, interpretando a Marta Ezquerro.

## Biografía
Estudió interpretación en el prestigioso y ahora desaparecido Centro Andaluz de Teatro (CAT), donde estudió con Paco León.
Tuvo varias intervenciones en producciones del propio CAT a lo largo de sus estudios, y a raíz de ello, consigue un pequeño papel en la serie Plaza Alta. Al poco tiempo, los índices de audiencia la llevan a protagonizar un spin off junto a José Luis García Pérez. Debido a la popularidad que alcanzan ambos actores en sus intervenciones, Canal Sur y Lince Televisión, deciden crear una serie a la medida, escindida de la Plaza Alta original, que se denominaría Castillos en el aire y estaría dirigida por el dramaturgo y actor Pepe Quero, director y fundador de la compañía Los Ulen. Fue también la primera experiencia televisiva seria para numerosos actores de la hasta entonces poco conocida cantera andaluza. Belén decide entonces trasladarse a Madrid, donde participa en numerosos proyectos de televisión y cine. La fama a nivel nacional le llegaría de la mano de la serie Motivos personales en 2005.
Recibe numerosos premios y menciones, con su papel en Llévame a otro sitio de David Martín de los Santos, junto a su otro compañero, José Luis García Pérez. Iñaki Dorronsoro, la elige para protagonizar La distancia junto a Miguel Ángel Silvestre, con el que coincidió en Motivos personales. Ambos junto a Federico Luppi y José Coronado, desarrollan un guion complejo ambientado en los ambientes boxísticos, seleccionados para el Festival de cine de San Sebastián. Reciben magníficas críticas, y Belén resulta nominada como Actriz Revelación, para los premios que otorga la unión de Actores, siendo una de las candidatas barajadas para el Goya en la misma categoría por revistas del sector como Cinemanía o Fotogramas, sólo problemas de producción impiden esta circunstancia, al no llegar copias del filme a los académicos. Finalmente consigue una candidatura a los Premios Goya como mejor actriz revelación por su papel en 15 años y un día.

## Filmografía

### Televisión

#### Series

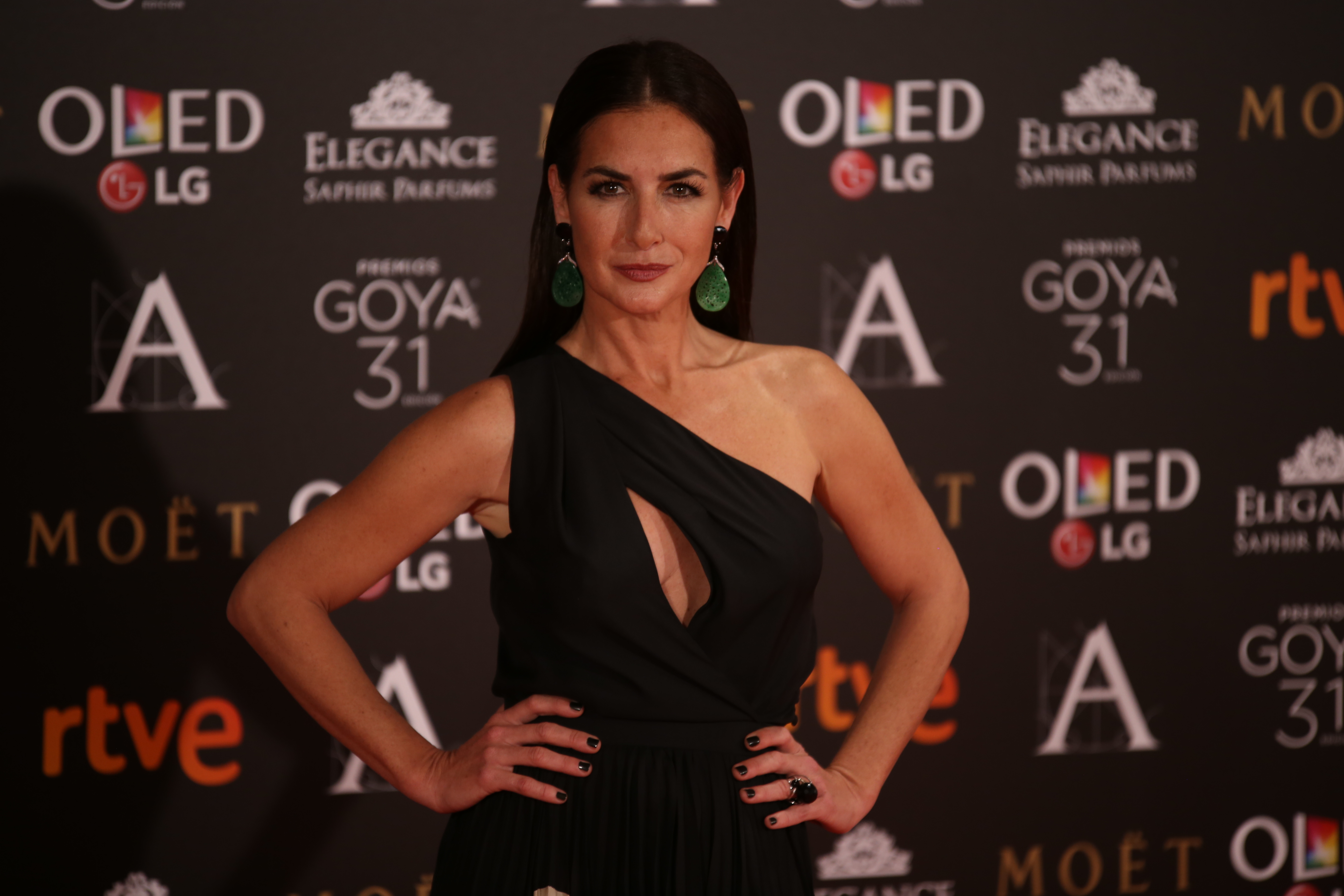
Belén López en los Premios Goya de 2017.

| Año       | Título                       | Cadena             | Personaje           | Episodios     |
| --------- | ---------------------------- | ------------------ | ------------------- | ------------- |
| 1994      | Leyendas                     | Canal Sur          |                     |               |
| 1995      | Proyecto Séneca              | Canal Sur          |                     |               |
| 1999      | Plaza Alta                   | Canal Sur          | Lola                | 1 episodio    |
| 1999      | Castillos en el aire         | Canal Sur          | Lola                | 1 episodio    |
| 2001      | Manos a la obra              | Antena 3           | Doncella            | 1 episodio    |
| 2001      | Esencia de poder             | Telecinco          | Raquel Conde        | 20 episodios  |
| 2001      | Periodistas                  | Telecinco          | Prima de Ali        | 1 episodio    |
| 2002      | Mujeres                      | La 2               |                     | 1 episodio    |
| 2002      | Hospital Central             | Telecinco          | Bárbara             | 4 episodios   |
| 2002      | Segundo matrimonio           | Telecinco          |                     | 1 episodio    |
| 2004      | Una nueva vida               | Telecinco          | Lorena              | 1 episodio    |
| 2004      | Ana y los 7                  | La 1               | Enfermera           | 2 episodios   |
| 2004      | Los Serrano                  | Telecinco          | Marina Maíllo       | 1 episodio    |
| 2004      | La sopa boba                 | Antena 3           |                     | 1 episodio    |
| 2004-2005 | Motivos personales           | Telecinco          | Maite Valcárcel     | 27 episodios  |
| 2006      | El comisario                 | Telecinco          | Patricia Beltrán    | 1 episodio    |
| 2006      | Los simuladores              | Cuatro             | Marta               | 1 episodio    |
| 2007      | RIS Científica               | Telecinco          | Claudia Barea       | 13 episodios  |
| 2008      | Rex, un policía diferente    | Antena 3           | Rossana Altobelli   | 1 episodio    |
| 2009-2010 | Pelotas                      | La 1               | Bea                 | 24 episodios  |
| 2011      | Los misterios de Laura       | La 1               | Alicia              | 1 episodio    |
| 2011      | Hoy quiero confesar          | Antena 3           | Isabel Pantoja      | 2 episodios   |
| 2012-2013 | Luna, el misterio de Calenda | Antena 3           | Carola Morales      | 20 episodios  |
| 2013-2014 | Amar es para siempre         | Antena 3           | Elena Padilla       | 278 episodios |
| 2015      | Águila Roja                  | La 1               | Purificación "Puri" | 3 episodios   |
| 2015-2016 | Mar de plástico              | Antena 3           | Marta Ezquerro      | 14 episodios  |
| 2017-2018 | Traición                     | La 1               | Manuela             | 7 episodios   |
| 2018      | Arde Madrid                  | Movistar+          | Señora Elegante     | 1 episodio    |
| 2020      | Caronte                      | Telecinco          | Julia               | 12 episodios  |
| 2020      | White Lines                  | Netflix            | Conchita Calafat    | 10 episodios  |
| 2020      | ZeroZeroZero                 | Amazon Prime Video | Presentadora        | 1 episodio    |
| 2022      | Servir y proteger            | La 1               | Pilar Aranda Luna   | 18 episodios  |
| 2024      | Berlín                       | Netflix            | Iris                | 8 episodios   |

#### Programas
| Año  | Título               | Cadena | Función     |
| ---- | -------------------- | ------ | ----------- |
| 2021 | MasterChef Celebrity | La 1   | Concursante |

### Largometrajes
| Año  | Título                          | Personaje                | Dirección                        |
| ---- | ------------------------------- | ------------------------ | -------------------------------- |
| 1998 | Yerma                           | Mujer de la fuente       | Pilar Távora                     |
| 2003 | Despacito y a compás            | Cristina Hoyos           | Marta Molins                     |
| 2004 | Recambios                       | Mamen                    | Manu Fernández                   |
| 2005 | 15 días contigo                 | Chica del robo           | Jesús Ponce                      |
| 2005 | El camino de Víctor             | Carolina                 | Dácil Pérez de Guzmán            |
| 2006 | La distancia                    | Raquel                   | Iñaki Dorronsoro                 |
| 2006 | ¿Por qué se frotan las patitas? | Patricia                 | Álvaro Begines                   |
| 2007 | Masala                          | Judith                   | Salvador Calvo                   |
| 2008 | 2932                            |                          | Carlos Escaño                    |
| 2008 | 8 citas                         | Sofía                    | Peris Romano y Rodrigo Sorogoyen |
| 2008 | Intrusos en Manasés             | Julia                    | Juan Carlos Claver               |
| 2012 | Holmes & Watson. Madrid Days    | Irene Adler              | José Luis Garci                  |
| 2013 | 15 años y un día                | Aledo                    | Gracia Querejeta                 |
| 2013 | Love Unlimited                  | Ana                      | Alejandro Ochoa                  |
| 2014 | De Juan Carlos a Felipe         | Funcionaria de Casa Real | Ismael Morillo                   |
| 2014 | Carmina y amén                  | Mujer en el entierro     | Paco León                        |
| 2014 | El club de los incomprendidos   | Madre de Eli             | Carlos Sedes                     |
| 2015 | Garantía personal               | Mara                     | Rodrigo Rivas                    |
| 2016 | Embarazados                     | Teresa                   | Juana Macías                     |
| 2020 | Adú                             | Funcionaria ONU          | Salvador Calvo                   |
| 2020 | El secreto de Belmez            | Maribel                  | Juan Miguel del Castillo         |

### Cortometrajes
| Año  | Título                | Personaje       | Dirección                   |
| ---- | --------------------- | --------------- | --------------------------- |
| 2004 | Llévame a otro sitio  | Patricia        | David Martín de los Santos  |
| 2005 | Mcguffin              | Chica           | Juanma R. Pachón            |
| 2006 | Ludoterapia           | Yolanda         | León Siminiani              |
| 2010 | La autoridad          | Madre           | Xavi Sala                   |
| 2011 | Una flor en recepción | Ángela          | Marta Parreño               |
| 2019 | Maras                 | Abogada de CEAR | Salvador Calvo              |
| 2022 | Anticlímax            | Rocío           | Oscar Romero y Néstor López |

### Videoclips
| Año  | Título           | Intérprete                       |
| ---- | ---------------- | -------------------------------- |
| 2014 | Sin saber porqué | Vanesa Martín                    |
| 2021 | Mil mujeres      | Ella misma, Arkano y Jorge Pardo |

### Teatro
- Deseo. Dir. Miguel del Arco
- Spain is indifferent. Dir. Pepe Quero
- Las troyanas. Dir. Daniel Benoin
- El tiempo y los Conway. Dir. Juan Carlos Sánchez

### Música
- Desconcierto (2018). Se trata de un espectáculo musical, y además, del primer álbum musical de Belén, en el que realiza temas originales y versiones. Entre otros nombres vinculados al disco, hay que citar los de Vicente Amigo, Jorge Pardo, Antonio Carmona, Rosario Flores, Inma Cuesta, Lin Cortés y Michael Thomas. En el repertorio de canciones, compuestas por la propia actriz y por Añil Fernández, aparecen una versión del famoso estándar de jazz «All of me» por bulerías, o «Express Yourself».

## Premios y nominaciones

### 2004
- Premio a la Mejor Interpretación Femenina en la XXXVI Muestra Cinematográfica del Atlántico de Cádiz por Llévame a otro sitio, de David Martín.
- Premio a la Mejor Actriz en el VII Certamen Nacional de Cortometrajes Ciudad de Astorga por Llévame a otro sitio, de David Martín.
- Mención Especial al Mejor trabajo individual en un cortometraje en el VI Festival Joven de Cine Español de Albacete (ABYCINE) por Llévame a otro sitio, de David Martín.
- Premio AISGE a la Mejor Actriz en el IX Festival Internacional de Cine Independiente de Ourense (OURENCINE) por Llévame a otro sitio, de David Martín.
- Premio a la Mejor Actriz en el IX Festival Nacional de Cine de Jóvenes Realizadores de Zaragoza por Llévame a otro sitio, de David Martín.
- Premio a la Mejor Actriz en el Certamen de Cortometrajes Ciudad de Soria por Llévame a otro sitio, de David Martín.
- Premio a la Mejor interpretación femenina en el 28.º Festival Internacional de Cine Independiente de Elche por Llévame a otro sitio, de David Martín.
- Premio a la Mejor actriz en el XII Certamen Nacional de Cortometrajes de Mula por Llévame a otro sitio, de David Martín.

### 2005
- Premio a la Mejor actriz en el 4.º Festival Europeu de Curtmetratges Reus por Llévame a otro sitio, de David Martín.
- Premio a la Mejor actriz Belén López en el I Festival de Cortometrajes “Trayecto corto 2005” por Llévame a otro sitio, de David Martín.

### 2006
- Nominación a los Premios de la Unión de Actores a la Mejor actriz revelación por La distancia.

### 2007
- Nominación a los Premios de la Unión de Actores a la Mejor actriz secundaria de TV por RIS Científica.

### 2010
- Nominación a los Premios de la Unión de Actores a la Mejor actriz protagonista de TV por Pelotas.

### 2014
- Nominada a los Premios Goya como mejor Actriz Revelación por 15 años y un día.
- Ganadora del Premio ASECAN a la Mejor interpretación femenina por 15 años y un día.
- Ganadora del premio de la unión de actores a mejor actriz secundaria por 15 años y un día